# Liste de gares du canton des Grisons
Pour un article plus général, voir Liste de gares en Suisse.
Cet article liste des gares, stations et haltes des chemins de fer dans le canton des Grisons.
À eux seuls, les Chemins de fer fédéraux suisses (CFF) possèdent plus de 600 stations et haltes dans toute la Suisse qui ne sont pas répertoriées, donc la liste ci-dessous n'est pas exhaustive.

Traditionnellement, la distinction entre gare et station dans les chemins de fer fédéraux s'est faite en fonction de la taille et de l'importance. Elle s'est principalement manifestée au sein du personnel plus que pour les voyageurs. Les haltes, au contraire des gares, sont équipées d'un signal de demande d'arrêt. Ainsi, la halte n'est en principe jamais desservie par le conducteur de train, à moins que le signal ne le demande. Toutefois, la distinction entre station et halte devient de plus en plus floue. Étant donné qu'il n'y a pas besoin d'avoir un agent pour que le lieu soit considéré comme une gare, cette liste ne fait pas de distinction entre ces différents types d'arrêts.
- Haut – A
- B
- C
- D
- E
- F
- G
- H
- I
- J
- K
- L
- M
- N
- O
- P
- Q
- R
- S
- T
- U
- V
- W
- X
- Y
- Z

## Liste alphabétique
L'ordre alphabétique utilisé est celui préconisé dans les Directives portant sur l'orthographe des noms des stations de l'Office Fédéral des Transports (version 1.0 du 20 janvier 2010).
| Gare/Halte              | Abr. | Commune             | Compagnie | Code UIC | Remarques                                     |
| ----------------------- | ---- | ------------------- | --------- | -------- | --------------------------------------------- |
| A                       |      |                     |           |          |                                               |
| Acla da Fontauna        | ACLA | Disentis/Mustér     | MGB       | 5180     |                                               |
| Alp Grüm                | ALGR | Poschiavo           | RhB       | 9357     |                                               |
| Alp Nouva               | ALPN | Pontresina          | RhB       | 18122    |                                               |
| Alvaneu                 | ALV  | Alvaneu             | RhB       | 9194     |                                               |
| Ardez                   | ADZ  | Ardez               | RhB       | 9266     |                                               |
| Arosa                   | AROS | Arosa               | RhB       | 9157     |                                               |
| B                       |      |                     |           |          |                                               |
| Bergün/Bravuogn         | BEBR | Bergün/Bravuogn     | RhB       | 9197     |                                               |
| Bernina Diavolezza      | BEDI | Pontresina          | RhB       | 19370    |                                               |
| Bernina Lagalb          | BELA | Pontresina          | RhB       | 9373     |                                               |
| Bernina Suot            | BESU | Pontresina          | RhB       | 9354     |                                               |
| Bever                   | BEV  | Bever               | RhB       | 9250     |                                               |
| Bonaduz                 | BONA | Bonaduz             | RhB       | 9184     |                                               |
| Brusio                  | BRIO | Brusio              | RhB       | 9366     |                                               |
| Bugnei                  | BUGN | Tujetsch            | MGB       |          |                                               |
| C                       |      |                     |           |          |                                               |
| Cadera                  | CADE | Poschiavo           | RhB       | 9359     |                                               |
| Cama                    | CAMA | Cama                | SEFT      | 5290     | Chemin de fer musée                           |
| Campascio               | CAIO | Brusio              | RhB       | 9367     |                                               |
| Campocologno            | CAMP | Brusio              | RhB       | 9368     |                                               |
| Carolina                | CARO | Zernez              | RhB       | 9261     |                                               |
| Castrisch               | CASR | Castrisch           | RhB       | 9170     |                                               |
| Cavadürli               | CDUE | Klosters-Serneus    | RhB       | 9069     |                                               |
| Cavaglia                | CAVA | Poschiavo           | RhB       | 9358     |                                               |
| Cazis                   | CAZI | Cazis               | RhB       | 9188     |                                               |
| Celerina                | CELE | Celerina/Schlarigna | RhB       | 9252     |                                               |
| Celerina Staz           | CELS | Celerina/Schlarigna | RhB       | 9350     |                                               |
| Chur                    | CH   | Coira/Chur          | CFF/RhB   | 9000     | gare d'échange métrique/normale               |
| Chur Depot Sand         | DEPS | Coira/Chur          | RhB       | 15158    | Dépôt                                         |
| Chur Güterbahnhof       | CHGB | Coira/Chur          | CFF       |          |                                               |
| Chur Stadt              | CHSA | Coira/Chur          | RhB       | 9150     |                                               |
| Chur West               | CHWE | Coira/Chur          | RhB       | 9050     |                                               |
| Chur Wiesental          | CHWI | Coira/Chur          | RhB       | 9006     |                                               |
| Cinuos-chel-Brail       | CIN  | S-chanf             | RhB       | 9260     |                                               |
| D                       |      |                     |           |          |                                               |
| Davos Dorf              | DAD  | Davos               | RhB       | 9072     |                                               |
| Davos Frauenkirch       | DAF  | Davos               | RhB       | 9075     |                                               |
| Davos Glaris            | DAGL | Davos               | RhB       | 9076     |                                               |
| Davos Islen             | DAI  | Davos               | RhB       | 9074     |                                               |
| Davos Laret             | DALT | Davos               | RhB       | 9070     |                                               |
| Davos Monstein          | DAM  | Davos               | RhB       | 9077     |                                               |
| Davos Platz             | DAV  | Davos               | RhB       | 9073     |                                               |
| Davos Wiesen            | WIES | Davos               | RhB       | 9078     |                                               |
| Davos Wolfgang          | DAW  | Davos               | RhB       | 9071     |                                               |
| Dieni                   | DIEN | Tujetsch            | MGB       |          |                                               |
| Disentis/Mustér         | DIS  | Disentis/Mustér     | RhB, MGB  | 9179     |                                               |
| Domat/Ems               | DE   | Domat/Ems           | RhB       | 9181     |                                               |
| E                       |      |                     |           |          |                                               |
| Ems Werk                | EMSW | Domat/Ems           | RhB       | 9182     |                                               |
| Ems Werk CT             | EMSC | Domat/Ems           | RhB       | 9149     | Gare de transport combiné                     |
| F                       |      |                     |           |          |                                               |
| Felsberg                | FBG  | Felsberg            | RhB       | 9180     |                                               |
| Fideris                 | FID  | Fideris             | RhB       | 9063     |                                               |
| Filisur                 | FILI | Filisur             | RhB       | 9195     |                                               |
| Ftan Baraigla           | FTAN | Ftan                | RhB       | 9267     |                                               |
| Fuchsenwinkel           | FUWI | Jenaz               | RhB       | 15986    | point de croisement                           |
| Furna                   | FURN | Furna               | RhB       | 9061     |                                               |
| G                       |      |                     |           |          |                                               |
| Grono                   | GROF | Grono               | SEFT      |          |                                               |
| Grüsch                  | GRUS | Grüsch              | RhB       | 9059     |                                               |
| Guarda                  | GUA  | Guarda              | RhB       | 9265     |                                               |
| H                       |      |                     |           |          |                                               |
| Haldenstein             | HALD | Haldenstein         | RhB       | 9051     |                                               |
| Haldenstein Rollschemel | HALR | Haldenstein         | RhB       | 9094     | Gare de transfert métrique/normal             |
| Haspelgrube             | HGR  | Arosa               | RhB       | 15159    |                                               |
| I                       |      |                     |           |          |                                               |
| Igis                    | IGIS | Igis                | RhB       | 9055     |                                               |
| Ilanz                   | ILZ  | Ilanz               | RhB       | 9171     |                                               |
| J                       |      |                     |           |          |                                               |
| Jenaz                   | JAZ  | Jenaz               | RhB       | 9062     |                                               |
| K                       |      |                     |           |          |                                               |
| Klosters Dorf           | KLOD | Klosters-Serneus    | RhB       | 9067     |                                               |
| Klosters Platz          | KLO  | Klosters-Serneus    | RhB       | 9068     |                                               |
| Klosters Selfranga      | SELF | Klosters-Serneus    | RhB       | 9095     | Transfert route-rail train auto Vereina       |
| Küblis                  | KUEB | Küblis              | RhB       | 9064     |                                               |
| L                       |      |                     |           |          |                                               |
| La Punt Chamues-ch      | LAPU | La Punt Chamues-ch  | RhB       | 9256     |                                               |
| Landquart               | LQ   | Landquart           | CFF/RhB   | 9002     | gare d'échange métrique/normale               |
| Landquart Ried          | LQRI | Igis                | RhB       | 9056     |                                               |
| Langwies GR             | LAWI | Langwies            | RhB       | 9155     |                                               |
| Lavin                   | LAVI | Lavin               | RhB       | 9264     |                                               |
| Le Prese                | PRES | Poschiavo           | RhB       | 9364     |                                               |
| Le Prese (Incrocio)     | PRET | Poschiavo           | RhB       | 15161    | point de croisement                           |
| Leggia                  | LEG  | Leggia              | SEFT      |          |                                               |
| Li Curt                 | CURT | Poschiavo           | RhB       | 9363     |                                               |
| Litzirüti               | LITZ | Langwies            | RhB       | 9156     |                                               |
| Lüen-Castiel            | LUCA | Lüen                | RhB       | 9152     |                                               |
| M                       |      |                     |           |          |                                               |
| Madulain                | MADU | Madulain            | RhB       | 9257     |                                               |
| Maienfeld               | MF   | Maienfeld           | CFF       |          |                                               |
| Malans                  | MALA | Malans              | RhB       | 9057     |                                               |
| Miralago                | MIRA | Poschiavo           | RhB       | 9365     |                                               |
| Mompé Tujetsch          | MOTU | Disentis/Mustér     | MGB       |          |                                               |
| Morteratsch             | MOTA | Pontresina          | RhB       | 9353     |                                               |
| Muot                    | MUOT | Bergün/Bravuogn     | RhB       | 15181    | point de croisement                           |
| O                       |      |                     |           |          |                                               |
| Oberalppass             | OBAL | Tujetsch            | MGB       | 5172     |                                               |
| Ospizio Bernina         | OSBE | Poschiavo           | RhB       | 9356     |                                               |
| P                       |      |                     |           |          |                                               |
| Peist                   | PEI  | Peist               | RhB       | 9154     |                                               |
| Pontresina              | PORE | Pontresina          | RhB       | 9255     |                                               |
| Poschiavo               | POS  | Poschiavo           | RhB       | 9361     |                                               |
| Preda                   | PRED | Bergün/Bravuogn     | RhB       | 9198     |                                               |
| Privilasco              | PRI  | Poschiavo           | RhB       | 9360     |                                               |
| Punt Muragl             | PTM  | Samedan             | RhB       | 9254     |                                               |
| Punt Muragl Staz        | PTMS | Samedan             | RhB       | 9351     |                                               |
| R                       |      |                     |           |          |                                               |
| Rabius-Surrein          | RASU | Sumvitg             | RhB       | 9177     |                                               |
| Reichenau-Tamins        | REIT | Tamins              | RhB       | 9183     |                                               |
| Rhäzüns                 | RHAE | Rhäzüns             | RhB       | 9185     |                                               |
| Rodels-Realta           | RORE | Rodels              | RhB       | 9187     |                                               |
| Rothenbrunnen           | ROTH | Rothenbrunnen       | RhB       | 9186     |                                               |
| Roveredo GR             | ROV  | Roveredo            | SEFT      |          |                                               |
| Rueras                  | RUER | Tujetsch            | MGB       |          |                                               |
| Rueun                   | RUEU | Rueun               | RhB       | 9173     |                                               |
| S                       |      |                     |           |          |                                               |
| S-chanf                 | SCAN | S-chanf             | RhB       | 9259     |                                               |
| S-chanf Marathon        | SFM  | S-chanf             | RhB       | 17481    | Halte utilisée pour le marathon de l'Engadine |
| St. Moritz              | SMOR | Saint-Moritz        | RhB       | 9253     |                                               |
| St. Peter-Molinis       | STPM | Molinis             | RhB       | 9153     |                                               |
| S. Vittore              | SVI  | San Vittore         | SEFT      |          |                                               |
| Saas                    | SAAS | Saas im Prättigau   | RhB       | 9065     |                                               |
| Sagliains               | SAGL | Susch               | RhB       | 9269     |                                               |
| Samedan                 | SAME | Samedan             | RhB       | 9251     |                                               |
| Sassal                  | SASA | Coira/Chur          | RhB       | 9151     |                                               |
| Schiers                 | SCRS | Schiers             | RhB       | 9060     |                                               |
| Schnaus-Strada          | SST  | Schnaus             | RhB       | 9172     |                                               |
| Scuol-Tarasp            | SCTA | Scuol               | RhB       | 9268     |                                               |
| Sedrun                  | SED  | Tujetsch            | MGB       |          |                                               |
| Seewis-Valzeina         | SEEV | Seewis im Prättigau | RhB       | 9058     |                                               |
| Segnas                  | SEG  | Disentis/Mustér     | MGB       |          |                                               |
| Serneus                 | SERN | Klosters-Serneus    | RhB       | 9066     |                                               |
| Sils im Domleschg       | SILS | Sils im Domleschg   | RhB       | 9190     |                                               |
| Solis                   | SOLI | Vaz/Obervaz         | RhB       | 9191     |                                               |
| Spinas                  | SPIN | Bever               | RhB       | 9199     |                                               |
| Stablini                | STAK | Poschiavo           | RhB       | 16075    |                                               |
| Stugl/Stuls             | STGL | Bergün/Bravuogn     | RhB       | 9196     |                                               |
| Sumvitg-Cumpadials      | SUCU | Sumvitg             | RhB       | 9178     |                                               |
| Surava                  | SURA | Surava              | RhB       | 9193     |                                               |
| Surovas                 | SURO | Pontresina          | RhB       | 9352     |                                               |
| Susch                   | SUS  | Susch               | RhB       | 9263     |                                               |
| T                       |      |                     |           |          |                                               |
| Tavanasa-Breil/Brigels  | TABR | Breil/Brigels       | RhB       | 9175     |                                               |
| Thusis                  | THS  | Thusis              | RhB       | 9189     |                                               |
| Tiefencastel            | TICA | Tiefencastel        | RhB       | 9192     |                                               |
| Trimmis                 | TRIS | Trimmis             | RhB       | 9052     |                                               |
| Trin                    | TRIN | Trin                | RhB       | 9167     |                                               |
| Trun                    | TRUN | Trun                | RhB       | 9176     |                                               |
| Tschamut-Selva          | TSSE | Tujetsch            | MGB       |          |                                               |
| U                       |      |                     |           |          |                                               |
| Untersax                | USAX | Maladers            | RhB       | 15160    |                                               |
| Untervaz-Trimmis        | UVAZ | Trimmis             | RhB       | 9053     |                                               |
| V                       |      |                     |           |          |                                               |
| Valendas-Sagogn         | VASA | Valendas            | RhB       | 9169     |                                               |
| Vereina Nord            | VNOR | Klosters-Serneus    | RhB       | 16023    | point de service dans le tunnel               |
| Vereina Süd             | VSUD | Susch               | RhB       | 16024    | point de service dans le tunnel               |
| Versam-Safien           | VESA | Versam              | RhB       | 9168     |                                               |
| W                       |      |                     |           |          |                                               |
| Waltensburg/Vuorz       | WAVU | Waltensburg/Vuorz   | RhB       | 9174     |                                               |
| Z                       |      |                     |           |          |                                               |
| Zernez                  | ZEZ  | Zernez              | RhB       | 9262     |                                               |
| Zizers                  | ZIZ  | Zizers              | RhB       | 9054     |                                               |
| Zizers Altlöser         | ZALT | Zizers              | RhB       | 9007     |                                               |
| Zizers SBB              | ZIZS | Zizers              | CFF       | 9001     |                                               |
| Zuoz                    | ZUOZ | Zuoz                | RhB       | 9258     |                                               |